# Monte Carlo Open 1984
Il Monte Carlo Open 1984 è stato un torneo di tennis giocato sulla terra rossa. È stata la 77ª edizione del Monte Carlo Open, che fa parte del Volvo Grand Prix 1984.
Si è giocato al Monte Carlo Country Club di Roquebrune-Cap-Martin in Francia vicino a Monte Carlo, dal 16 al 22 aprile 1984.

## Campioni

### Singolare
Henrik Sundström ha battuto in finale  Mats Wilander con il punteggio di 6–3, 7–5, 6–2

### Doppio
Mark Edmondson /  Sherwood Stewart hanno battuto in finale  Jan Gunnarsson /  Mats Wilander con il punteggio di 6–2, 6–1